# بيه زد إل-104 ويلقا
بيه زد إل-104 ويلقا (بالإنجليزية: PZL-104 Wilga)‏ هي طائرة ستول أنتجت عام 1962 في بولندا. وتستخدم في الطيران العسكري والمدني على حدا سواء. كان أول طيران لها في 24 أبريل 1962. توقف أنتاجها في عام 2006.
ويلقا طائرة بولندية صممت وبنيت للإقلاع والهبوط القصير - (STOL)، متعددة المهام، وتهدف في المقام الأول لممارسة الطيران الرياضي، وخصوصا لسحب الطائرات الشراعية والبلوزات التخلص من المظلة. وكان المصمم الرئيسي لهذا الإصدار هو المهندس ريتشارد أورلوفسكي
تطورت ويلقا من خلال العديد من الإصدارات وتحسنت باستمرار من خلال الإنتاج المستمر طوال فترة أنتاجها التي امتدت خلال الفترة 1962-2006، وفي عام 2008 أنتجت الشركة الطائرة 997 وهي النسخة الأخيرة من الطائرة، مع الرقم التسلسلي 0060024، منهية بذلك تاريخا أمتد نحو نصف قرن من طائرات ويلقا.